# حادثة 28 فبراير

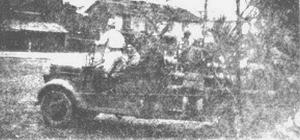
Armed soldiers as seen in Tainan by Dr. M. Ottsen, who served for the الأمم المتحدة

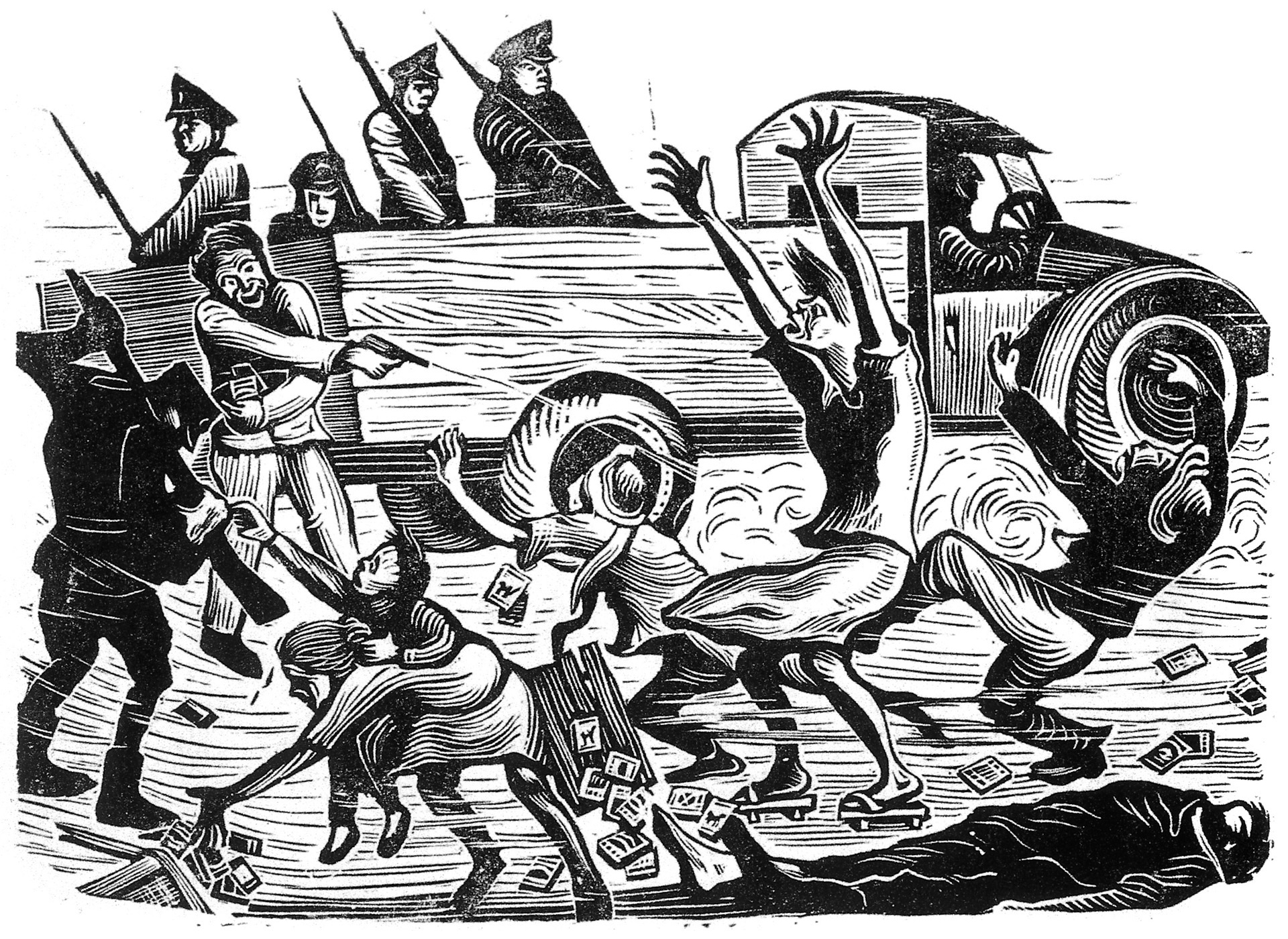
Woodcut The Terrible Inspection by Huang Rong-can

حادثة 28 فبراير أو مذبحة 28 فبراير، والمعروفة أيضًا باسم حادثة 228 (أو 2/28)، هي ثورة مناهضة للحكومة في تايوان قُمعت بعنف من قبل حكومة جمهورية الصين بقيادة حزب كومينتانغ، قتلت الآلاف من المدنيين بدءًا من 28 فبراير 1947. قُدّر عدد القتلى التايوانيين جراء الحادث والمذبحة بين 5000 و28000 شخص. تمثل المذبحة بدايةً للإرهاب الأبيض، إذ فُقِد عشرات الآلاف من التايوانيين الآخرين أو قُتلوا أو سُجنوا. يعد هذا الحادث أحد أهم الأحداث في تاريخ تايوان الحديث وحافزًا مهمًا لحركة الاستقلال التايوانية.
في عام 1945، بعد استسلام اليابان في نهاية الحرب العالمية الثانية، سلم الحلفاء التحكم الإداري لتايوان إلى جمهورية الصين، منهين بذلك 50 سنة من الحكم الاستعماري الياباني.
شَعر السكان المحليون بالاستياء لما رأوه من سلوكٍ متعالٍ وفساد متكرر من قبل سلطات كومينتانغ، بما في ذلك الاستيلاء الاستبدادي على الممتلكات الخاصة وسوء الإدارة الاقتصادية والاستبعاد من المشاركة السياسية. حدثت نقطة الاشتعال في 27 فبراير 1947 في تايبيه عندما هاجم عملاء من مكتب الاحتكار الحكومي أرملة تايوانية يُشتبه ببيعها سجائر مهربة. أطلق شرطي النار على حشد من المتفرجين الغاضبين، إذ أصاب رجلًا مات في اليوم التالي.
أطلق الجنود النار على المتظاهرين في اليوم التالي، ثم استُولي على محطة إذاعية وبُثت أخبار الثورة للجزيرة بأكملها. مع انتشار الثورة، طلب حاكم الولاية تشن يي، المُنصّب من قبل حزب الكومينتانغ، تعزيزاتٍ عسكرية، وقُمعت الثورة بعنف من قبل الجيش الثوري الوطني. وُضعت الجزيرة تحت القانون العرفي على مدى السنوات الـ38 التالية، في فترة تُعرف باسم الإرهاب الأبيض.
خلال فترة الإرهاب الأبيض، اضطهد حزب الكومينتانغ المعارضين السياسيين الملحوظين واعتبر موضوع الحادثة محظورًا بشكل لا يمكن مناقشته. أصبح الرئيس لي تنغ هوي أول رئيس يناقش الحادث علنًا في ذكراها السنوية عام 1995. يُناقَش الحادث الآن بشكل علني، وأصبحت تفاصيل الحادث موضوع تحقيق حكومي وأكاديمي. 28 فبراير هو الآن يوم عطلة رسمي يُسمى «يوم السلام التذكاري»، إذ يجتمع رئيس جمهورية الصين مع مسؤولين آخرين ليرن جرسًا تذكاريًا إحياءً لذكرى الضحايا. شُيّدت نُصُب وحدائق تذكارية لضحايا 2/28 في عدد من المدن التايوانية. وعلى وجه الخصوص، أُعيدت تسمية تايبيه نيو بارك إلى بيس ميموريال بارك 228، وافتُتح المتحف التذكاري الوطني 228 في 28 فبراير 1997. يضم متحف كاوشيونغ للتاريخ أيضًا معرضًا دائمًا يصف مجريات حادثة 228 في كاوشيونغ. في عام 2017، برّأت لجنة العدالة الانتقالية أولئك الذين أُدينوا في أعقاب الحادثة.

## الميراث
كان من المحظور لعدة عقود الانتقاد العلني لحادثة مذبحة 228. كانت الحكومة تأمل أن يكون إعدام الحاكم تشن يي والتعويض المالي عن الضحايا قد خفف الاستياء. في سبعينيات القرن العشرين، بدأت حركة العدل والسلام 228 من قبل مجموعات عديدة من المواطنين للمطالبة بإلغاء هذه السياسة، وفي عام 1992، أصدرت السلطة التشريعية يوان «تقرير أبحاث حادثة 28 فبراير». قدم الرئيس آنذاك ورئيس حزب الكومينتانغ لي تنغ-هوي، والذي شارك في الحادثة واعتُقل كمحرض ومتعاطف شيوعي، اعتذارًا رسميًا باسم الحكومة في عام 1995، وأعلن يوم 28 فبراير يومًا لإحياء ذكرى الضحايا. من بين النصب التذكارية الأخرى التي أقيمت، تغيير اسم تايبيه نيو بارك إلى ميموريال بارك 228.
منذ رفع الأحكام العسكرية في عام 1987، أنشأت الحكومة مؤسسة الحادثة التذكارية، وهي صندوق تعويضات مدنية تدعمه تبرعات عامة للضحايا وعائلاتهم. بقي العديد من نسل الضحايا غير مدركين أن أفراد عائلاتهم كانوا ضحايا، في حين أن العديد من عائلات ضحايا ماينلاد الصين لم يعلموا تفاصيل سوء معاملة أقاربهم خلال أعمال الشغب. يُطالب أولئك الذين حصلوا على تعويض أكثر من مرتين بمحاكمة الجنود والمسؤولين الذين بقوا مسؤولين عن حالات الإعدام بالمجمل ومقتل أحبائهم.
قبل مذبحة 228، كان العديد من التايوانيين يأملون في مزيد من الاستقلال الذاتي عن الصين. يُعتقد بشكل واسع أن فشل الحوار الحاسم مع إدارة جمهورية الصين الشعبية في أوائل مارس، إلى جانب مشاعر الخيانة التي شعروا بها تجاه الحكومة والصين بالمجمل، قد حفّزت حركة استقلال تايوان اليوم وحملة إعادة تأهيل اسم تايوان التالية بعد إضفاء الطابع الديمقراطي.
في 28 فبراير 2004، شارك الآلاف من التايوانيين في سباق يد بيد 228. شكلوا سلسلة بشرية طولها 500 كيلومتر (310 أميال) من أقصى شمال تايوان إلى الطرف الجنوبي لإحياء ذكرى حادثة 228 والدعوة إلى السلام والاحتجاج على نشر جمهورية الصين الشعبية للصواريخ التي تستهدف تايوان على طول ساحل مضيق تايوان.
في عام 2006، صدر تقرير بحثي عن المسؤولية تجاه مذبحة 228 بعد عدة سنوات من البحث. لم يكن الغرض من تقرير 2006 هو التداخل مع تقرير مذبحة 228 (عام 1992) السابق الذي صدر بتكليف من السلطة يوان التنفيذية. حُدد تشيانغ كاي-شيك بشكل خاص على أنّه المسؤول الأكبر في تقرير عام 2006. ومع ذلك، حاول بعض الأكاديميين المتعصبين (أو المتشددين) تشويش هذه الاستنتاجات، مصرحين بأن الحكومة الاستعمارية اليابانية المغادرة كانت مسؤولة عن خلق نقص في الغذاء والتسبب في التضخم المالي.
في عام 1990، أنشأت سلطة يوان التنفيذية في تايوان فريق عمل للتحقيق في حادث 2/28. نُشر تقرير حادث 228 في عام 1992، وأُنشئ نصب تذكاري في عام 1995 في حديقة السلام 2/28 في تايبيه. في أكتوبر 1995، أُنشأت مؤسسة ميموريال 228 الممولة من قبل الدولة في البداية، ولكي تستعيد سمعتها، وزعت تعويضات ومنحت شهادات إعادة التأهيل إلى 228 من ضحايا الحوادث. يحق لأفراد أسر القتلى والمفقودين الحصول على 6 ملايين دولار تايواني (نحو 190,077 دولارًا أمريكيًا). إحصائيات تجربة تطبيق التعويض، وفقًا لمؤسسة ميموريال أوف 228 (www.228.org.tw)، بعد مرور 24 عامًا تقريبًا، اعتبارًا من 25 يونيو 2019:
- عدد الحالات المقبولة: 2,857
- عدد الحالات المُراجعة: 2,823
- عدد الحالات المُثبتة: 2,319
  - حالات الوفاة: 686
  - المفقودون:181
  - المحتجزون، المسجونون، إلخ: 1,452
- عدد الحالات غير المؤكدة (أو غير المُعترف بها قانونيًا): 504
  - المتطلبات القانونية المتعارضة: 301
  - أدلة غير كافية: 203

### الفن
تناول عدد من الفنانين في تايوان موضوع حادث 2-28 منذ رفع الحظر عن هذا الموضوع في أوائل التسعينيات من القرن العشرين. شكّل الحادث موضوع موسيقى فان لونغ كو وتيين هسياو وعدد من الأعمال الأدبية.

### الأفلام
فاز فيلم هاو هسياو هسين، مدينة من الحزن، وهو أول فيلم يتناول الأحداث، بجائزة غولدن ليون في مهرجان البندقية السينمائي عام 1989. الفيلم التشويقي لعام 2009، خيانة فورموسا، له علاقة بالحادثة أيضًا كملهم للشخصيات الناشطة في استقلال تايوان.

### الأدب
تحكي رواية شوانا يانغ ريان، الجزيرة الخضراء (2016) (ألفريد نوف)، قصة الحادثة التي أثرت على ثلاثة أجيال من عائلة تايوانية.
تصف رواية جولي وو، الابن الثالث (2013) (ألغونكوين)، الحدث وتبعاته من وجهة نظر صبي تايواني.
تسلط رواية جنيفر تشاو، ميراث 228 (2013) (منشورات مارتن سيسترز)، الضوء على الانعكاسات العاطفية لأولئك الذين عاشوا خلال الأحداث ولكن قُمعت معرفتهم بدافع الخوف. إنها تركز على الكيفية التي كان فيها مثل هذا التأثير الذي نفذ عبر أجيال متعددة في العائلة ذاتها.

### الألعاب
في عام 2017، أطلقت شركة تطوير الألعاب التايوانية ريد كاندل غيمز لعبة «الاحتجاز»، وهي لعبة فيديو رعب وبقاء على قيد الحياة، أُنشئت وطورت من قبل خدمة ستيم. وهي لعبة تنقّل جانبية ثنائية الأبعاد في ستينيات القرن العشرين في تايوان بموجب القانون العرفي الذي تلا حادثة 228. تتضمن اللعبة أيضًا عناصر دينية قائمة على الثقافة التايوانية والأساطير. تلقت اللعبة مراجعات نقدية إيجابية. أعطى ريلاي أون هورر اللعبة تقييم 9 من أصل 10 قائلًا إن «كل جانب من جوانب لعبة الاحتجاز يتحرك خطوة بخطوة بشكل منسجم نحو مأساة لا يمكن تجنبها، مغرقًا العالم من حولك».